# ميغان بون
ميغان بون (بالإنجليزية: Megan Boone)‏ (ولدت في 29 أبريل 1983) ممثلة أمريكية. تمثل دور محللة الإف بي آي في مسلسل شبكة NBC القائمة السوداء.

## فيلموغرافيا

### أفلام
| السنة | الفيلم                               | الدور          |
| ----- | ------------------------------------ | -------------- |
| 2001  | Elijah                               | Abigail        |
| 2007  | The Mustachioed Bandit Meets His End | Kate           |
| 2009  | My Bloody Valentine 3D               | Megan          |
| 2010  | The Myth of the American Sleepover   | Kerri Sullivan |
| 2010  | Sex and the City 2                   | Allie          |
| 2012  | Step Up Revolution                   | Claire         |
| 2012  | عن تشيري                             | Jake           |
| 2012  | Leave Me Like You Found Me           | Erin           |
| 2013  | Welcome to the Jungle                | Lisa           |
| 2013  | Family Games                         | Sloane         |

### تلفزيون
| السنة     | البرنامج                 | الدور                       | ملاحظات                   |
| --------- | ------------------------ | --------------------------- | ------------------------- |
| 2008      | The Cleaner              | Rae                         | حلقة: "Five Little Words" |
| 2008      | Cold Case                | Helen McCormick '60         | حلقة: "Wings"             |
| 2010      | Harvard Medical School   | Nell Larson                 | TV pilot                  |
| 2010–2011 | Law & Order: Los Angeles | D.D.A. Lauren Stanton       | 7 حلقات                   |
| 2013      | Blue Bloods              | Candice McElroy             | حلقتين                    |
| 2013-2021 | The Blacklist            | FBI Profiler Elizabeth Keen | شخصية رئيسية              |

## وصلات خارجية
- ميغان بون على موقع IMDb (الإنجليزية)
- ميغان بون على موقع ميتاكريتيك (الإنجليزية)
- ميغان بون على موقع روتن توميتوز (الإنجليزية)
- ميغان بون على موقع قاعدة بيانات الأفلام العربية
- ميغان بون على موقع ألو سيني (الفرنسية)
- ميغان بون على موقع ميوزك برينز (الإنجليزية)
- ميغان بون على موقع أول موفي (الإنجليزية)
- ميغان بون على موقع قاعدة بيانات الأفلام السويدية (السويدية)
- ميغان بون على موقع إن إن دي بي (الإنجليزية)
- ميغان بون على موقع قاعدة بيانات الفيلم (الإنجليزية)